# Historia de la selección de fútbol del Perú
El inicio de la historia de la selección de fútbol del Perú se remonta al año 1927, luego de que la recién fundada Federación Peruana de Fútbol se creara con la finalidad de representar al país internacionalmente en las competiciones organizadas por la Confederación Sudamericana de Fútbol. Su debut se produjo el 1 de noviembre de 1927 ante la selección de Uruguay en el Campeonato Sudamericano de aquel año realizado en el Perú. Hasta la fecha ha participado en cinco ediciones de la Copa Mundial de Fútbol (1930, 1970, 1978, 1982 y 2018),  siendo sus mejores resultados los cuartos de final alcanzados en 1970 y 1978, mientras que, a nivel regional, ha sido campeona de la Copa América en 1939 y 1975.
En cuanto a las categorías juveniles, la selección sub-23 obtuvo el segundo lugar en el Torneo Preolímpico de las Américas de 1960 y el tercer lugar en 1964 y 1980. La selección sub-20 obtuvo la medalla de oro en los Juegos Suramericanos de 1990 y la medalla de bronce en los de 1994. La selección sub-17, por su parte, ha participado en dos Copas del Mundo de la categoría, primero en la Copa Mundial de Fútbol Sub-17 de 2005 y luego en la de 2007, avanzando en esta última hasta los cuartos de final. La selección sub-15 obtuvo la medalla de oro en el Campeonato Sudamericano Sub-15 de 2013 y en los Juegos Olímpicos de la Juventud de 2014.
A lo largo de la historia han sido más de trescientos los futbolistas que han vestido la camiseta de la selección de fútbol del Perú. Roberto Palacios, con ciento veintiocho encuentros disputados, es el futbolista con la mayor cantidad de apariciones en la selección. A su vez, Paolo Guerrero, con treinta y nueve anotaciones, es el máximo goleador en la historia del combinado peruano, además de ocupar la sexta posición en la clasificación histórica de los máximos goleadores de la Copa América. La selección de fútbol del Perú ejerce su condición de local en el Estadio Nacional del Perú, que posee una capacidad para 50 000 espectadores, recinto ubicado en la ciudad de Lima.

## Introducción del fútbol en el Perú

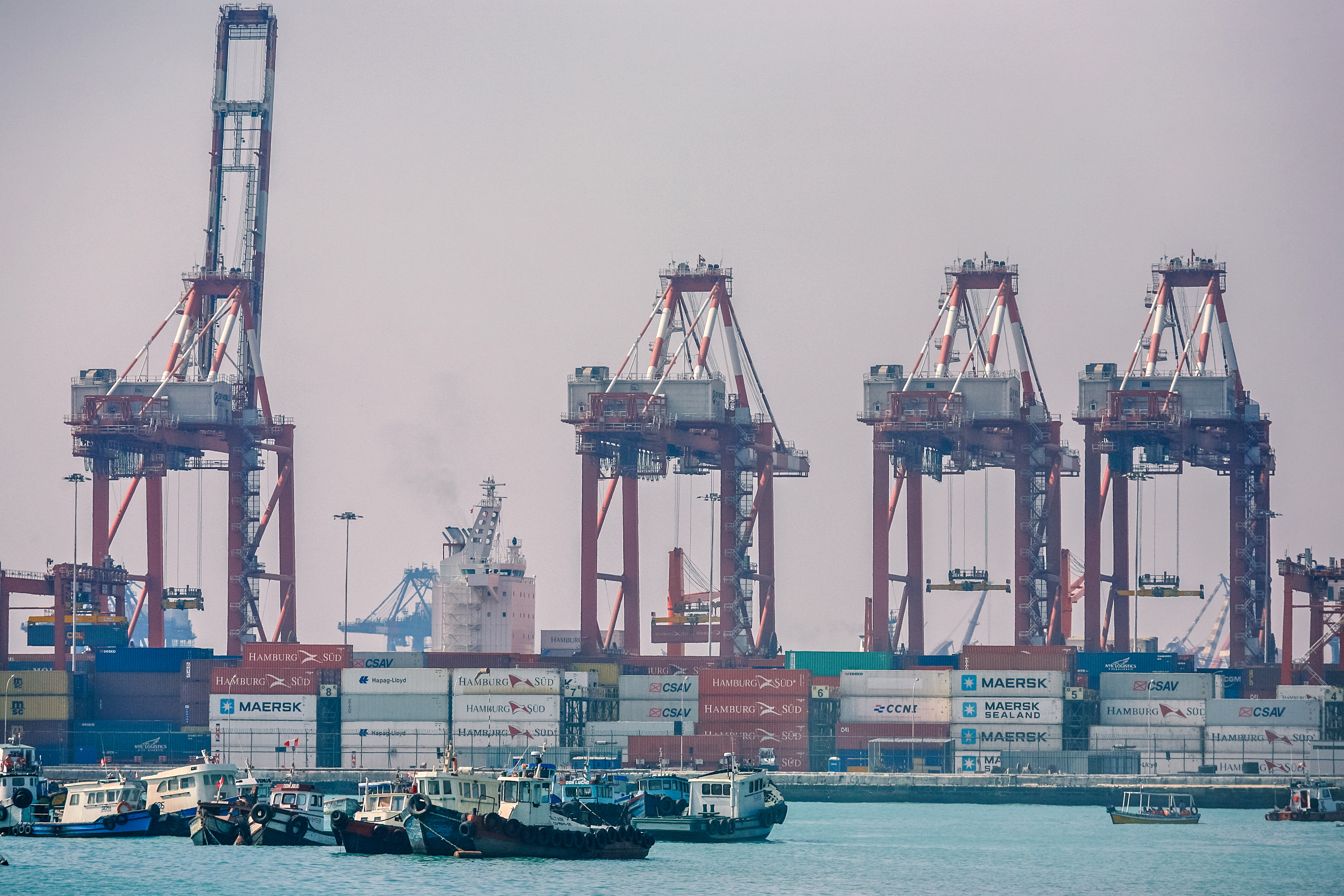
Vista del puerto del Callao, frecuentado por marinos ingleses a finales del

El fútbol fue introducido en el Perú a finales del siglo XIX por los marinos ingleses durante sus frecuentes visitas al puerto del Callao, considerado en ese tiempo uno de los más importantes puertos para el comercio en el océano Pacífico. Durante su tiempo libre, los marinos practicaban fútbol e invitaban a los chalacos a participar. Al parecer, fue durante estos primeros juegos que se creó la popular jugada conocida como chalaca o bicicleta.
El fútbol creció gracias a su práctica por los residentes británicos en el Perú y a su adopción por parte de los peruanos que regresaban de Inglaterra. Pronto, la rivalidad deportiva que se desarrolló entre los visitantes extranjeros y los locales comenzó a ganar la atención de los peruanos residentes en otras ciudades, aunque en un principio el deporte se disputó fuera de la organización formal, tales como clubes deportivos o ligas. Los primeros clubes fueron fundados a comienzos del siglo XX con el fin de continuar con la práctica del deporte.
En 1900, debido a la construcción del Canal de Panamá, el puerto del Callao dejó de ser visitado frecuentemente por los diversos navegantes y viajeros extranjeros que habían convertido al puerto en un centro de difusión cultural. Para entonces, surgieron los primeros clubes de fútbol y ligas deportivas en otras ciudades del país, incluyendo Lima, Cuzco y Arequipa. Sin embargo, la liga más importante de aficionados se mantuvo en el puerto, surgiendo de esta manera las rivalidades entre los clubes del Callao y los clubes de Lima.

## Años 1920: la creación de la selección de fútbol del Perú

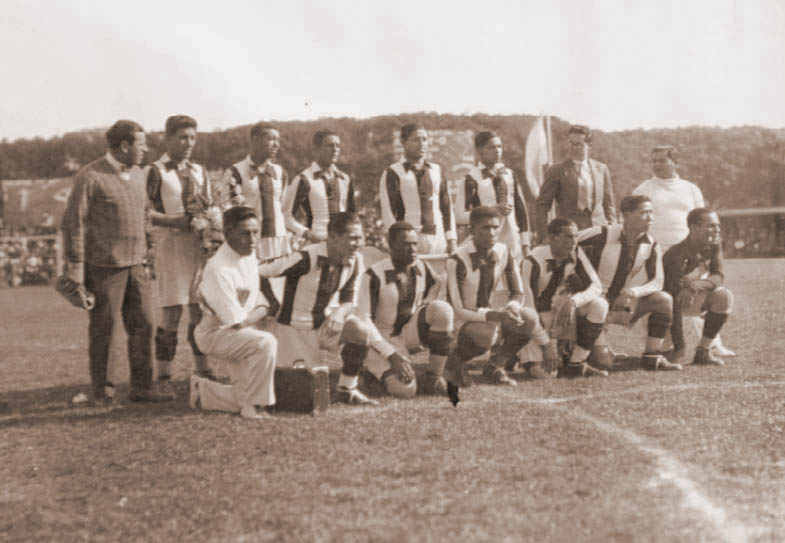
Seleccionado peruano que participó en el Campeonato Sudamericano 1927.

La falta de una organización centralizada a menudo condujo a conflictos entre los equipos, por lo que en 1922 tuvo lugar la creación de la Federación Peruana de Fútbol junto con una nueva Liga Peruana de Fútbol en el marco del reglamento de dicha organización en 1926. La Federación Peruana de Fútbol se afilió a la Confederación Sudamericana de Fútbol en 1925, pero las limitaciones internas y los problemas económicos impidieron la creación de una selección nacional que oficialmente representara al país internacionalmente.
Un equipo nacional no oficial fue creado en 1922 para disputar un encuentro amistoso contra un equipo uruguayo en representación de la Asociación Uruguaya de Fútbol. En 1927, la selección de fútbol del Perú fue creada oficialmente, y fue la anfitriona del Campeonato Sudamericano de ese mismo año, donde ocupó el tercer lugar después de una victoria (3:2 ante Bolivia) y dos derrotas (0:4 ante Uruguay y 1:5 ante Argentina). En el Campeonato Sudamericano 1929 no logró ninguna victoria y ocupó el último lugar. Un año más tarde, la blanquirroja fue invitada a participar en la primera Copa Mundial de Fútbol.

## Años 1930: el debut en la Copa del Mundo y el título del Campeonato Sudamericano

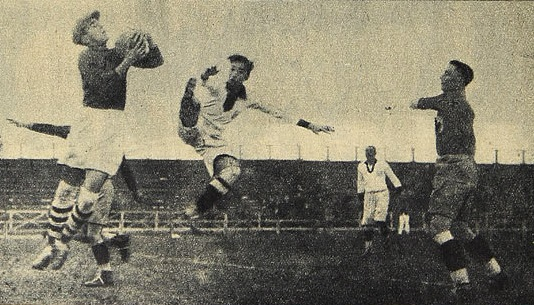
Ion Lǎpuşneanu, guardameta rumano frente al delantero peruano Julio Lores, durante el encuentro entre ambas selecciones en el Mundial de 1930.

En la Copa Mundial de Fútbol de 1930, la selección peruana formó parte del grupo C junto con las selecciones de Rumania y Uruguay, siendo derrotada en los dos encuentros que disputó, 1:0 contra el anfitrión y 3:1 contra los rumanos. A pesar de este desempeño, los espectadores uruguayos se mostraron sorprendidos por el nivel de juego mostrado por los peruanos. Como anécdota quedó en el recuerdo que el encuentro contra Uruguay marcó la inauguración del histórico Estadio Centenario de Montevideo.
Entre septiembre de 1933 y marzo de 1934, la selección nacional (compuesta por futbolistas de Alianza Lima, Atlético Chalaco y Universitario de Deportes unida a la escuadra chilena (integrada por futbolistas de Colo-Colo) formaron el denominado «Combinado del Pacífico», que disputó treinta y nueve encuentros amistosos en Europa, en los cuales Teodoro Fernández Meyzán se convirtió en el goleador del combinado con cuarenta y ocho tantos.
La selección peruana se inscribió para participar en la clasificación para la Copa Mundial de 1934 realizado en Italia, junto con Argentina, Chile y Brasil. Fue agrupada junto con la selección brasileña a único partido en Río de Janeiro, sin embargo el combinado peruano informó a la FIFA que tenía que ser agrupada junto a Chile. La FIFA no aceptó su pedido y decidió quedarse como quedó agrupada. Perú no se presentó en Río de Janeiro debido a que el viaje era demasiado costoso. En 1935, luego de un receso de seis años se llevó a cabo nuevamente el Campeonato Sudamericano de Selecciones y por segunda ocasión se realizó en el Perú.

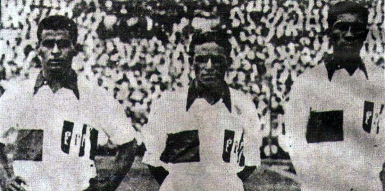
Jorge Alcalde, Teodoro Fernández y Alejandro Villanueva integrantes de la plantilla que disputó el Campeonato Sudamericano 1935.

Fueron solo cuatro selecciones las que participaron: Argentina, Uruguay, Chile y el Perú como sede. La selección peruana inició su participación el 13 de enero con una derrota ante los charrúas. Siete días más tarde fue derrotada nuevamente, esta vez a manos de Argentina, y el 26 de enero consiguió su única victoria del torneo, ante Chile por 1:0, y terminó el mismo en la tercera posición. En los Juegos Olímpicos de Berlín 1936, la selección peruana alcanzó las semifinales luego de vencer cómodamente a la selección de Finlandia por marcador de 7:3, con cinco goles de Teodoro Fernández y dos de Alejandro Villanueva, y a la selección de Austria por 4:2, luego de ir perdiendo por 2:0 y lograr empatar en los últimos quince minutos del tiempo reglamentario.

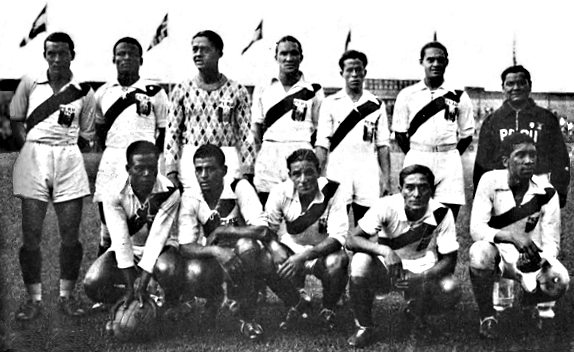
Selección peruana que participó en los Juegos Olímpicos de Berlín de 1936 estrenando la clásica banda roja que ha perdurado hasta nuestros días.

Esto provocó una supuesta invasión del campo de juego por parte de los seguidores peruanos que se encontraban en el estadio. Ya en el tiempo extra Perú logró anotar dos goles más, obteniendo la victoria. Sin embargo, Austria protestó ante la FIFA y se ordenó disputar un encuentro de revancha sin espectadores, situación ante la cual el gobierno peruano decidió que toda la delegación peruana abandonara los Juegos Olímpicos, dando como ganadores del encuentro a los austriacos. En 1938, con la mayoría de los «futbolistas olímpicos» y tras vencer con facilidad a las selecciones de Colombia, Ecuador, Bolivia y Panamá, Perú obtuvo la medalla de oro en los I Juegos Bolivarianos anotando dieciocho goles en los cuatro encuentros.
Sin embargo, recién en 1939 consiguió su primer título internacional de gran envergadura: el Campeonato Sudamericano que se realizó en la ciudad de Lima. La selección disputó cuatro encuentros en el campeonato y los ganó todos, 5:2 a Ecuador, 3:1 a Chile, 3:0 a Paraguay y 2:1 a Uruguay en el último encuentro. El artillero peruano Teodoro Fernández fue el goleador del campeonato con siete tantos, además de ser elegido como el mejor futbolista del torneo. Destacaron en ese equipo también Jorge Alcalde, Teodoro Alcalde, Segundo Castillo y el guardameta Juan Honores, entre otros.

## Años 1940: el tercer lugar en el Campeonato Sudamericano

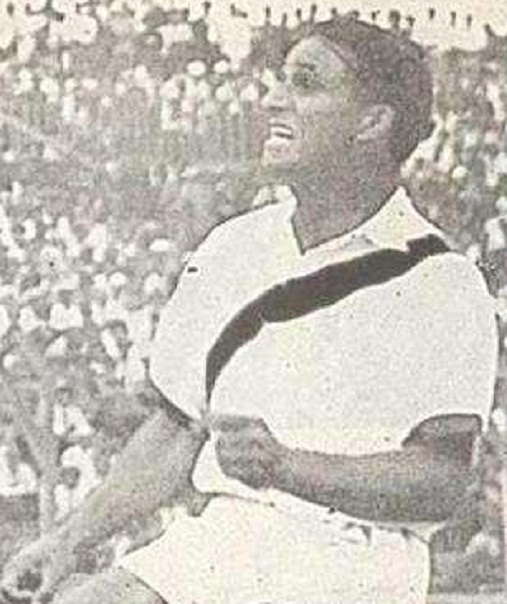
Teodoro Fernández Meyzán, futbolista de la selección peruana con más goles anotados y más encuentros disputados en la Copa América.

Durante las siguientes décadas, la selección del Perú fue animadora de casi todos los torneos del continente, y a pesar de contar con jugadores de gran nivel internacional, no consiguió títulos importantes debido a la desidia de las autoridades en conformar verdaderas selecciones y por la falta de profesionalismo de algunos futbolistas. La disminución de eficacia de la selección nacional fue más evidente durante los Campeonatos Sudamericanos de la década de 1940. En enero de 1941, Perú y Argentina disputaron en la ciudad de Lima la Copa Roque Sáenz Peña en encuentros de ida y vuelta con empates en ambos encuentros por marcador de 1:1, por lo que se disputó un encuentro extra en el que venció Argentina por 3:0.
En el Campeonato Sudamericano de ese mismo año disputó cuatro encuentros de los cuales solo ganó uno (4:0 a Ecuador). La misma situación ocurrió en el Campeonato Sudamericano 1942 donde solo consiguió una victoria en seis encuentros para finalizar en la quinta posición con cuatro puntos. En 1945, por desavenencias entre la Federación Peruana de Fútbol y la Federación de Fútbol de Chile el seleccionado peruano no acudió al campeonato sudamericano celebrado en aquel país. Perú no logró un título internacional hasta 1947, cuando obtuvo nuevamente la medalla de oro en los II Juegos Bolivarianos.
En el Campeonato Sudamericano de Ecuador inició su participación el 6 de diciembre con un empate ante Paraguay. Luego sufrió dos derrotas consecutivas 2:1 ante Chile y 3:2 ante Argentina. El 20 de diciembre empató sin goles ante la selección local y tres días después goleó por 5:1 a Colombia. Sus dos últimos encuentros fueron una derrota ante Uruguay y una victoria por 2:0 sobre Bolivia, con lo que sumó seis puntos y se ubicó en la quinta posición. Tres años más tarde, en el Campeonato Sudamericano 1949, celebrado en Brasil, ocupó el tercer lugar tras cinco victorias y dos derrotas.

## Años 1950: el Campeonato Panamericano y las primeras clasificatorias mundialistas

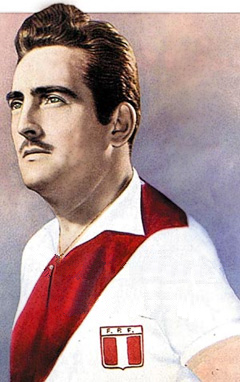
Alberto Terry, integrante de la selección que participó en los Campeonatos Sudamericanos de 1957 y 1959.

En la década de 1950, el Perú volvió a ser un importante protagonista del fútbol sudamericano, gracias al aporte de futbolistas como Alberto Terry, Guillermo Barbadillo, Valeriano López, Félix Castillo y Óscar Gómez Sánchez que contribuyeron a la competitividad del seleccionado a lo largo de esos años.
En 1950 la FIFA decidió que la Copa Mundial se realizara en Brasil, sin embargo, por primera vez, para llegar a este certamen, el organismo internacional determinó que se disputara un proceso eliminatorio. En Sudamérica se formaron dos grupos. El primero lo integraron Argentina, Colombia, Bolivia y Chile, y el segundo Ecuador, Paraguay, Perú y Uruguay. Pero la selección peruana por orden del entonces presidente Manuel Odría desistió de participar. También se retiraron las selecciones de Argentina, Colombia y Ecuador. Al final esta eliminatoria no se realizó y, sin jugar etapa previa, clasificaron al Mundial Bolivia, Chile, Paraguay y Uruguay, más el anfitrión Brasil.
En 1952, participó en la primera edición del Campeonato Panamericano de Fútbol, que se llevó a cabo en la ciudad de Santiago de Chile. Inició su participación venciendo por 7:1 a Panamá, luego sufrió dos derrotas consecutivas ante Uruguay 5:2 y Chile 3:2. Seguidamente empató 0:0 ante Brasil y finalizó con una victoria por marcador de 3:0 ante México, con lo que sumó cinco puntos y se ubicó en la cuarta posición. Entre 1953 y 1954, logró sus dos únicos títulos de la década, obteniendo en dos ocasiones la Copa del Pacífico ante Chile, la primera de ellas por marcador de 6:2 y la segunda por 5:4.
Para la Copa Mundial de Fútbol de 1954, Perú tampoco pudo participar en el proceso eliminatorio ya que no fue inscrito, a la Federación Peruana de Fútbol, presidida por el comandante Pablo Jhery C., y al gobierno de turno no les interesó jugar este proceso eliminatorio, porque no era obligatorio por parte de la FIFA y la Confederación Sudamericana de Fútbol. En 1955 en el Campeonato Sudamericano, el equipo nacional ocupó el tercer puesto. Sin embargo, no le fue muy bien en el Campeonato Sudamericano 1956 en el cual ocupó el último lugar, al no haber obtenido ninguna victoria.
Ese mismo año, nuevamente participó en el Campeonato Panamericano de Fútbol y repitió la misma actuación de la primera edición, finalizó en la cuarta posición tras una victoria, dos empates y dos derrotas. En 1957, disputó por primera vez la clasificación para la Copa Mundial de Fútbol, empatando 1:1 con su rival, Brasil, en la ida, mientras que en el encuentro de vuelta la selección brasileña venció por 1:0. La selección tuvo una ligera recuperación a finales de la década, alcanzando el cuarto lugar en los Campeonatos Sudamericanos de 1957 y 1959, y venciendo a Inglaterra 4:1 en un encuentro amistoso.

## Años 1960: la Bombonera y la clasificación a la Copa del Mundo
En 1960, la selección peruana participó por segunda ocasión en unos Juegos Olímpicos, aunque fue eliminada en la primera fase, tras dos derrotas (2:1 ante Francia, 6:2 ante Hungría) y una victoria (3:1 sobre India). Al año siguiente obtuvo su tercera medalla de oro en los IV Juegos Bolivarianos disputados en la ciudad colombiana de Barranquilla, tras conseguir seis victorias en igual número de encuentros. Ese mismo año, disputó la clasificación para la Copa Mundial de Fútbol de 1962 ante Colombia. En el encuentro de ida la selección colombiana venció por 1:0, mientras que en el encuentro de vuelta empataron 1:1. En el Campeonato Sudamericano 1963, ocupó el quinto lugar tras haber sumado cinco puntos producto de dos victorias, un empate y dos derrotas.
En la clasificación para la Copa Mundial de Fútbol de 1966, formó parte del grupo 1 junto con las selecciones de Uruguay y Venezuela. En la serie ante los venezolanos, obtuvo dos victorias, primero 1:0 y luego 6:3, mientras que ante los uruguayos no consiguió victorias por lo que ocupó el segundo lugar de su grupo, perdiéndose la oportunidad de clasificar a la Copa del Mundo. En 1965 y 1968, participó en dos ediciones más de la Copa del Pacífico, ambas con victoria para la escuadra chilena. El 31 de agosto de 1969, enfrentó a su similar de Argentina en La Bombonera, encuentro que se dio en el marco de la clasificación para la Copa Mundial de Fútbol de 1970.

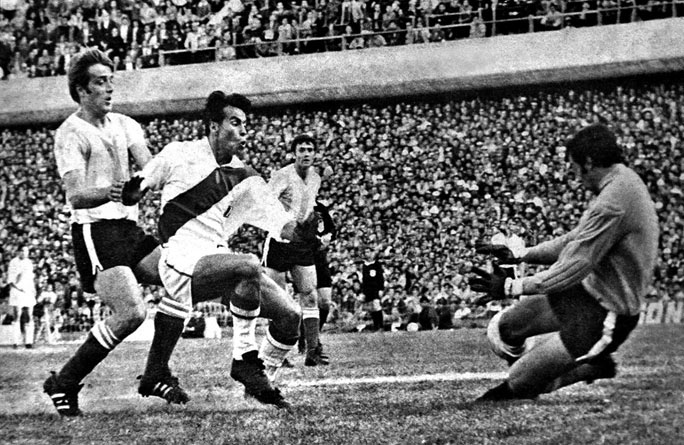
Perú anotando un gol en el partido ante Argentina que le daba la clasificación a la Copa Mundial de 1970.

Perú venía de vencer a los rioplatenses y a los bolivianos en Lima, tras perder en La Paz, y necesitaba solo un empate para clasificar al Mundial dejando fuera de competición a bolivianos y argentinos. Desde el inicio del encuentro se vio una constante presión por parte de la selección local, pero gracias a las atajadas de Luis Rubiños el primer tiempo finalizó sin goles, mientras que en la segunda parte los argentinos con el apoyo de su hinchada se dedicaron a atacar, dejando espacios para que el combinado peruano creara jugadas de contragolpe.
De esta forma Oswaldo Ramírez aprovechó su velocidad para superar a la defensa y anotar el primer gol. La selección argentina no se quedó atrás y marcó el gol del empate transitorio gracias a un tiro penal ejecutado por José Rafael Albrecht, sin embargo, la esperanza argentina no duró demasiado, pues Ramírez nuevamente, luego de robarle el balón a Roberto Perfumo, marcó el segundo gol peruano, y finalmente el recién ingresado Alberto Rendo eludió a la defensa peruana y definió con un tiro cruzado para marcar el gol del empate final. De esta manera, la escuadra peruana logró por primera vez en su historia la clasificación a una Copa Mundial de Fútbol por mérito propio.

## Años 1970: la generación de oro y el título de la Copa América

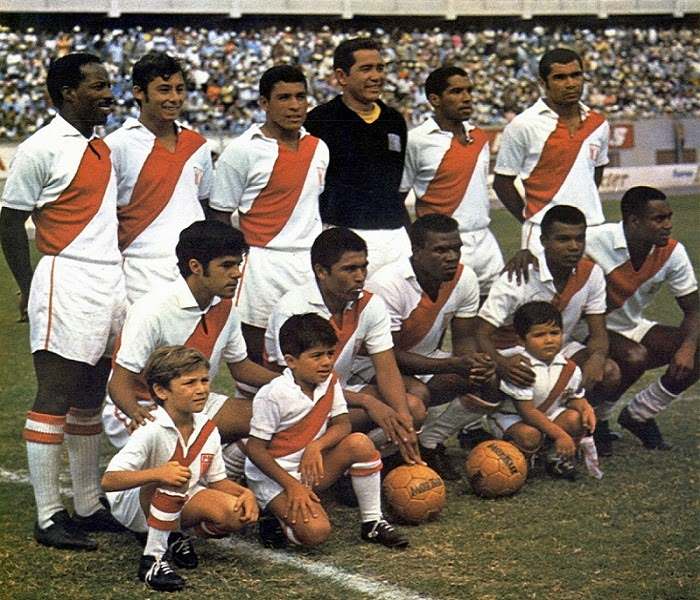
Seleccionado peruano que participó en la Copa Mundial de 1970.

En la Copa del Mundo, formó parte del grupo 4 junto con las selecciones de Alemania Federal, Bulgaria y Marruecos. En el primer encuentro consiguió una victoria por 3:2 ante Bulgaria luego de ir perdiendo 2:0, siendo los goles peruanos anotados por Alberto Gallardo, Héctor Chumpitaz y Teófilo Cubillas. En su segundo encuentro nuevamente obtuvo una victoria tras vencer cómodamente por 3:0 a Marruecos, con dos goles de Teófilo Cubillas y uno de Roberto Chale, mientras que en el último encuentro de la fase de grupos fue derrotada por Alemania Federal por marcador de 3:1, ocupando el segundo lugar de su grupo con cuatro puntos y logrando la clasificación a los cuartos de final.
En dicha fase, fue eliminada por Brasil, que finalmente resultó campeón del torneo. Al año siguiente disputó nuevamente la Copa del Pacífico. En el encuentro de ida logró una victoria por 1:0, mientras que en el encuentro de vuelta fue derrotada por el mismo marcador, por lo que el título fue compartido por ambas selecciones. En el año de 1972, realizó una gira de casi sesenta días denominada «Gira de los Tres Continentes», que sirvió como preparación para las clasificatorias para la Copa Mundial de Fútbol de 1974. Ese mismo año, fue invitada a participar en la Copa Independencia con motivo del 150 Aniversario de la Independencia de Brasil. En aquel torneo obtuvo dos victorias (3:0 a Bolivia, 1:0 a Venezuela) y dos derrotas (1:0 ante Paraguay, 2:1 ante Yugoslavia).
También disputó la Copa Mariscal Ramón Castilla ante la selección de Argentina en encuentros de ida y vuelta con victoria para los albicelestes por marcador global de 5:1, y la Copa Mariscal Sucre ante Bolivia, disputando el encuentro de ida el 24 de marzo de 1973 con victoria para el Perú por 2:0, mientras que el encuentro de vuelta se disputó siete meses después en La Paz, el 25 de julio con victoria para el seleccionado local por 2:0, por lo que se decidió otorgarle el trofeo a la delegación peruana, en cortesía a su condición de visitante.
Tras la desilusión de no haber conseguido clasificar a la Copa Mundial de Fútbol de 1974, al año siguiente durante la Copa América que se disputó sin tener una sede fija y con un formato de encuentros de ida y vuelta, Perú fue agrupada junto con Chile y Bolivia. Al lograr tres victorias y un empate, clasificó a las semifinales junto con las selecciones de Colombia, Brasil y Uruguay. En las semifinales se enfrentó a Brasil, obteniendo en el encuentro de ida en Belo Horizonte una victoria por 3:1 de visitante con dos goles de Enrique Cassaretto y uno de Teófilo Cubillas. En el encuentro de vuelta disputado en Lima, la selección canarinha venció por 2:0, y la igualdad en la diferencia de goles implicó que se decidiera al clasificado mediante sorteo, el cual fue ganado por el Perú.
La final la disputó ante Colombia que previamente había vencido por marcador global de 3:1 a Uruguay. El primer encuentro se disputó en Lima con victoria para Colombia por 1:0, mientras que en el encuentro de vuelta la rojiblanca ganó por 2:0, merced a lo que Perú debió llevarse el título por diferencia de goles, aunque esto no fue acordado por lo que se tuvo que disputar un encuentro extra el 28 de octubre de 1975 en la ciudad de Caracas. Perú venció 1:0 con gol de Hugo Sotil a los veinticinco minutos del primer tiempo, y Teófilo Cubillas fue elegido como el mejor futbolista del campeonato. En 1976, la selección peruana y la selección argentina disputaron la segunda edición de la Copa Mariscal Ramón Castilla en encuentros de ida y vuelta con victoria para los albicelestes por marcador global de 3:0.
| Antes del partido con Argentina atendí un llamado telefónico en mi habitación de la concentración. La voz, que tenía acento argentino y me trataba de manera peyorativa, discriminatoria y racista, me dijo de muy mala manera que les comunicara a mis compañeros que nos pagarían 50 mil dólares a cada uno si permitíamos la clasificación de Argentina. Rodulfo Manzo, defensa peruano. |

En las clasificatorias para la Copa Mundial de Fútbol de 1978, formó parte del grupo 3 junto con las selecciones de Chile y Ecuador, disputando cuatro encuentros de los cuales ganó dos y empató en los otros dos, sumando así seis puntos y pasando a la siguiente ronda de manera invicta. En la ronda final se enfrentó a Brasil, con el que perdió por 1:0, y luego se midió ante Bolivia, a la cual venció por marcador de 5:0, consiguiendo de esta forma su segunda clasificación para una Copa del Mundo.
Perú se presentó a la Copa Mundial de Fútbol de 1978 con un equipo que tuvo, según lo señalado por la prensa especializada de la época, un «mediocampo de lujo», integrado por Teófilo Cubillas, César Cueto y José Velásquez, en una alineación en la que también sobresalían Juan Carlos Oblitas y Héctor Chumpitaz. La selección peruana formó parte del grupo D, y en el primer encuentro venció a Escocia (uno de los equipos favoritos para obtener el campeonato) por 3:1, el segundo encuentro fue un empate a cero goles ante los Países Bajos y finalmente venció por 3:1 a la selección de Irán, que participaba por primera vez en un mundial de fútbol.
Ya en la segunda fase el combinado peruano integró el grupo 2 junto con Brasil (perdió 3:0), Polonia (perdió 1:0) y Argentina (perdió 6:0). La derrota ante Argentina fue, durante muchos años, la derrota más abultada que hubiera sufrido la selección peruana de fútbol. Este encuentro despertó muchas suspicacias dado que Argentina necesitaba ganar por un mínimo de 4 goles para pasar a la final (dejando de lado a Brasil). Sin embargo, algunos de los futbolistas peruanos de aquel seleccionado han explicado reiteradamente que nunca hubo un «manejo irregular» de aquel encuentro. En la Copa América 1979, por ser la campeona vigente del torneo, avanzó directamente a las semifinales para enfrentarse a Chile, siendo eliminada tras una derrota en Lima por 1:2 y un empate 0:0 en Santiago.

## Años 1980: la Copa Mundial y el principio de la decadencia
En la clasificación de Conmebol para la Copa Mundial de Fútbol de 1982, enfrentó en su grupo a Colombia y Uruguay, los segundos habiendo ganado recientemente el Mundialito realizado en su país. Con la llegada al banquillo de la selección del brasileño Elba de Pádua Lima se logró armar un conjunto de gran nivel, con la presencia de futbolistas como César Cueto, Julio César Uribe, José Velásquez Castillo, Juan Carlos Oblitas, Gerónimo Barbadillo entre otros. El 26 de julio de 1981, disputó el primer encuentro de su grupo ante Colombia en la ciudad de Bogotá, en el cual consiguió un empate 1:1, luego recibió en Lima al mismo rival y esta vez lo venció por 2:0.
Posteriormente vinieron los encuentros ante Uruguay, primero en Montevideo donde logró una victoria por 2:1, gracias a los goles de La Rosa tras una notable jugada de Uribe y Oblitas sobre la banda izquierda y el segundo gol lo anotó Uribe anticipando al golero Rudolfo Rodríguez tras un pase de Velásquez, mientras que en el encuentro de vuelta Perú clasificó a la Copa Mundial de Fútbol de 1982 luego de empatar 0:0 en Lima, en un encuentro que marcó el retiro de Héctor Chumpitaz. Previo al campeonato mundial, obtuvo la Copa del Pacífico al vencer a su similar de Chile por 1:0.
También realizó una gira por Europa y África con resultados muy positivos, llegando a vencer a Hungría y a Francia con Michel Platini en el Parque de los Príncipes. Ya en el Mundial integró el grupo A junto con Italia, Camerún y Polonia. En su primer encuentro obtuvo un empate sin goles ante la selección africana, luego empató nuevamente ante Italia por 1:1, el gol peruano obra de Rubén Toribio Díaz y el tanto italiano de Bruno Conti. Finalmente fueron derrotados por Polonia por marcador de 5:1, con lo que Perú ocupó el último lugar del grupo con solo dos puntos y fue eliminado en la primera fase del torneo. En la Copa América 1983, tuvo una decorosa participación eliminando en la primera fase a las selecciones de Colombia y Bolivia tras dos victorias y dos empates. En las semifinales se enfrentó a Uruguay y en el encuentro de ida fueron derrotados por 1:0, mientras que en el de vuelta empató a un gol.

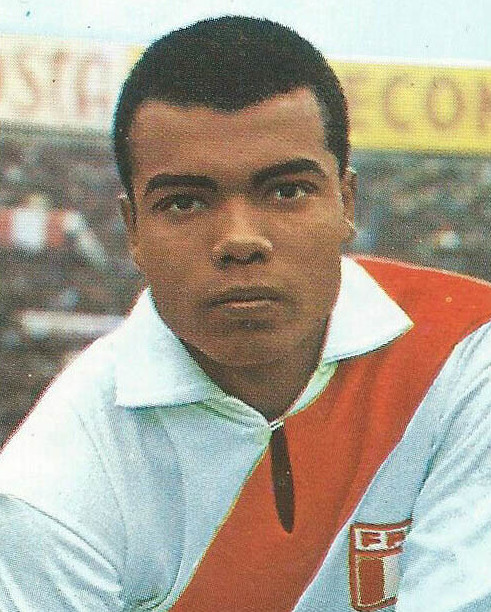
Teófilo Cubillas tercer goleador histórico del combinado peruano.

Ante la falta de nuevas figuras, Perú afrontó la clasificación para la Copa Mundial de Fútbol de 1986 con un equipo en donde el promedio de edad pasaba los treinta años, con jugadores como César Cueto, José Velásquez Castillo, Gerónimo Barbadillo, Rubén Toribio Díaz, Juan Carlos Oblitas, entre otros. El primer entrenador para la fase de las eliminatorias fue Moisés Barack, siendo reemplazado luego de una modesta participación por Roberto Chale. A falta de dos fechas para que finalizaran las clasificatorias, Perú necesitaba vencer a Argentina tanto de local como de visitante. En el encuentro que se disputó en Lima, obtuvo una victoria por marcador de 1:0 con un gol anotado por Oblitas.
Posteriormente, en Buenos Aires la rojiblanca vencía 2:1 a los locales hasta el minuto ochenta, momento en cual gracias a una acción individual de Daniel Passarella, la selección argentina logró igualar el marcador y clasificar a su selección al Mundial en que, a la postre, campeonarían. Luego perdió la oportunidad de clasificar al Mundial ante Chile en el repechaje, siendo derrotada por 4:2 en el encuentro de ida y 1:0 en el encuentro de vuelta. En enero de 1986, el Perú fue invitado a participar en la Intercontinental Cup, en donde venció a Corea del Sur por 2:1 y a India por 1:0 para finalmente ocupar el cuarto lugar. En la Copa América 1987, la blanquirroja no pasó de la primera fase tras empatar por marcador de 1:1 ante Argentina y Ecuador.
Al año siguiente, las selecciones de Chile y Perú disputaron una nueva versión de la Copa del Pacífico. En el encuentro de ida disputado en la ciudad de Arica los locales obtuvieron la victoria por 2:0, mientras que en el encuentro de vuelta sellaron un empate a un gol. En febrero de 1989, participó en la Copa Centenario de Armenia, donde el primer encuentro fue ante Chile y obtuvo un empate 0:0, en el segundo ante Colombia fueron derrotados por 1:0, mientras que en el último encuentro consiguió un empate 1:1 ante la selección sub-19 de Colombia. Ese mismo año también participó en la Copa Marlboro, en cuyas semifinales venció 2:1 al América de Cali, mientras que en la final fue derrotada 3:0 por los Estados Unidos. En la Copa América 1989, nuevamente fue eliminada en la primera fase tras conseguir tres empates (0:0 ante Brasil, 1:1 ante Venezuela y 1:1 ante Colombia) y una derrota (5:2 ante Paraguay). En las clasificatorias para la Copa Mundial de Fútbol de 1990, integró el grupo 1 junto con Bolivia y Uruguay, disputó 4 encuentros y finalizó en el último lugar de su grupo tras no haber conseguido ningún punto, solo anotando dos goles y recibiendo ocho en contra.

## Años 1990: a un paso de la clasificación al mundial y la Copa Kirin

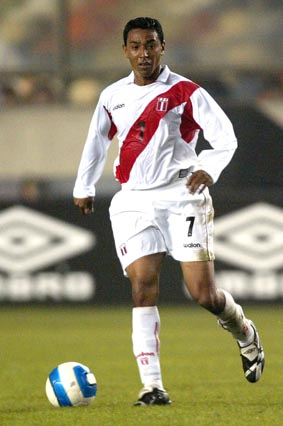
Nolberto Solano debutó en la selección en la Copa Miami 1994.

En la Copa América 1991, por tercera ocasión consecutiva la selección peruana no avanzó de la primera fase, aunque esta vez sí consiguió una victoria, al derrotar 5:1 a Venezuela. En la Copa América 1993 se vio una breve recuperación del combinado peruano, ocupando el primer lugar de su grupo tras una victoria y dos empates, aunque fue eliminado en los cuartos de final al ser derrotado 4:2 por México. José Guillermo del Solar sería con tres anotaciones el goleador de la selección. En 1993, durante el proceso clasificatorio para la Copa Mundial de Fútbol de 1994, formó parte del grupo A junto con las selecciones de Argentina, Colombia y Paraguay.
En dicho proceso solo obtuvo un punto al empatar de local 2:2 en la última fecha con el equipo paraguayo. Con Colombia, equipo que ocupó el primer lugar del grupo, perdió de local por 1:0 y de visita por 4:0, mientras que con Argentina perdió por 1:0 de local y cayó 2:1 de visita. Al año siguiente, participó en la Copa Miami en la cual fue derrotada 1:0 por Colombia y 2:1 por Honduras. En 1995, disputó ante la selección de Argentina la Copa Municipalidad de Córdoba, encuentro que finalizó 1:0 a favor de los locales. En la Copa América 1995 nuevamente fue eliminada en la primera fase con un empate y dos derrotas, mientras que en la Copa América 1997 ocupó el segundo lugar de su grupo y en los cuartos de final derrotó 2:1 a Argentina.
En las semifinales ante Brasil cayó por 7:0, lo que constituye la derrota más abultada en toda su historia hasta el momento. Luego se enfrentó a México por el tercer puesto, aunque nuevamente fue derrotada, esta vez por marcador de 1:0. Para la Copa Mundial de Fútbol de 1998 el sistema eliminatorio se modificó y los equipos sudamericanos disputaron dos ruedas de enfrentamientos todos contra todos.
Perú ocupó el cuarto lugar para la clasificación al Mundial hasta la penúltima fecha cuando fue derrotado 4:0 por Chile en Santiago en un vergonzoso encuentro por el mal desempeño del cuadro peruano. Chile empató a los peruanos en puntaje, pero tenía una mejor diferencia de goles, los cuales se transformaron en un pasaje a la Copa del Mundo. Esta eliminatoria, de la mano del técnico Juan Carlos Oblitas, fue la mejor participación del Perú desde 1981. Entre mayo y junio de 1999, participó en la Copa Kirin que finalmente obtuvo tras empatar 1:1 con Bélgica y 0:0 con Japón. En la XXXIX edición de la Copa América, la última del siglo XX, el combinado peruano ocupó el segundo lugar en su grupo tras vencer a Japón y Bolivia, y avanzó a los cuartos de final, siendo eliminado por México 4:2 en tanda de penales.

## Años 2000: la etapa más baja

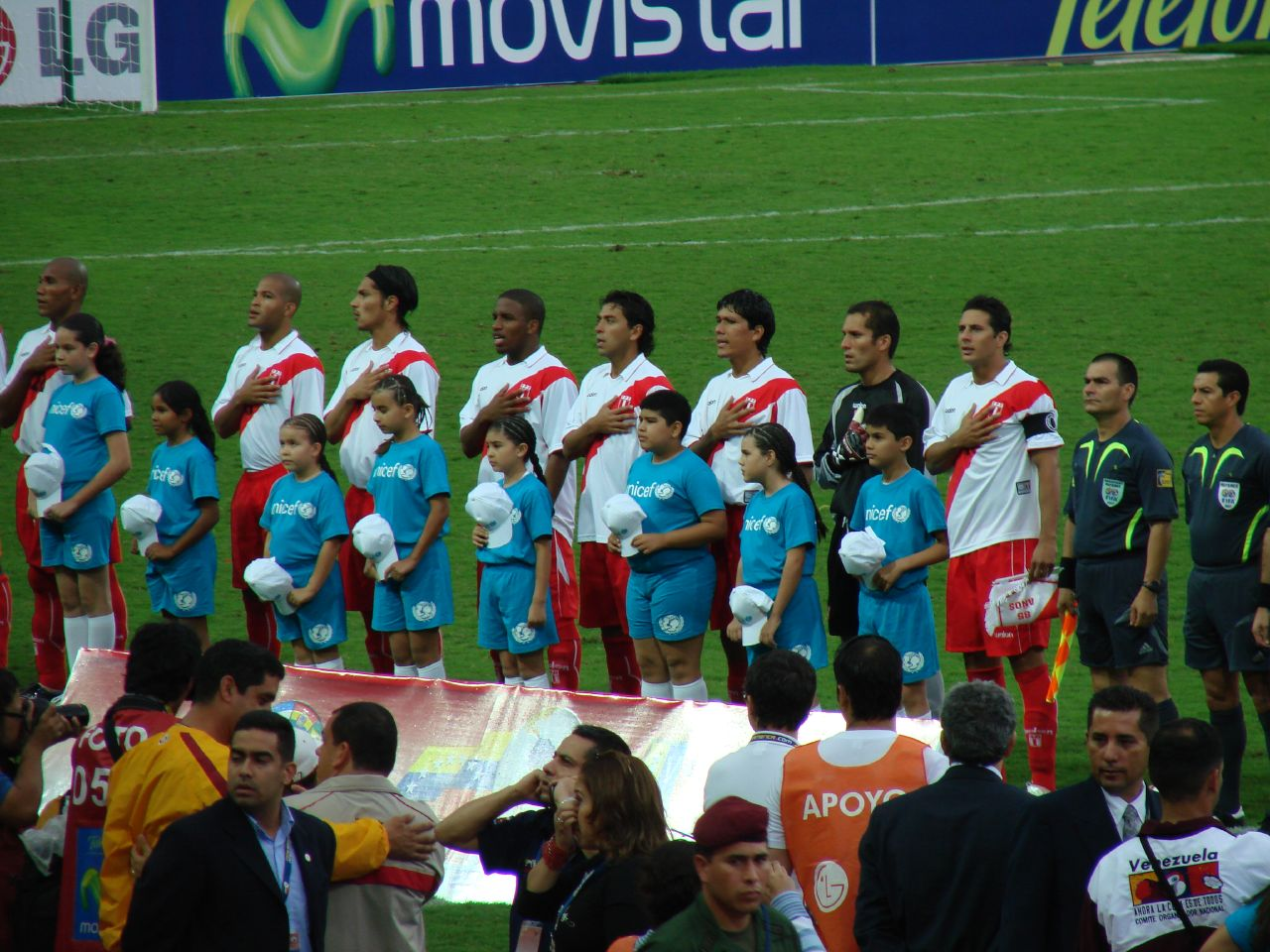
Selección peruana interpretando su himno nacional en la Copa América 2007.

En el año 2000, la selección peruana fue invitada a participar en la Copa de Oro de la Concacaf, donde formó parte del grupo B junto con las selecciones de Haití y Estados Unidos. En la primera fase solo consiguió un punto, aunque le fue suficiente para avanzar hasta los cuartos de final donde venció por 5:3 a Honduras, aunque posteriormente en las semifinales fue derrotada por 2:1 ante Colombia. Entre el 11 de julio y el 29 de julio de 2001, se realizó en Colombia la XL edición de la Copa América.
Perú superó la ronda de grupos como el tercero del grupo B, tras empatar 3:3 con Paraguay, perder 2:0 contra Brasil y vencer por 1:0 a México. Ya en cuartos de final, la blanquirroja fue derrotada 3:0 por los locales y posteriormente campeones del torneo. En la clasificación para la Copa Mundial de Fútbol de 2002, intentó sin éxito mejorar su rendimiento de la eliminatoria anterior, quedando en octavo lugar con dieciséis puntos, producto de cuatro victorias, cuatro empates y diez derrotas.
Durante ese proceso estuvo bajo la dirección técnica del colombiano Francisco Maturana y de Julio César Uribe. En el año 2004, el Perú fue sede de la Copa América que a la postre ganaría Brasil. En la primera fase, el equipo local venció 3:1 a Venezuela y empató 2:2 con Bolivia y con Colombia. Finalmente la rojiblanca fue eliminada del torneo al caer 1:0 ante Argentina gracias a una anotación de tiro libre de Carlos Tévez. En el año 2005, fue nuevamente invitada por Japón para participar en la Copa Kirin de ese año, torneo que volvió a ganar tras vencer a los locales por 1:0 y empatar 0:0 ante los Emiratos Árabes Unidos.
En las eliminatorias para la Copa Mundial de Fútbol de 2006, no consiguió el objetivo de clasificar al Mundial bajo la tutela de los técnicos Paulo Autuori y luego Freddy Ternero y ocupó el penúltimo lugar con tan solo dieciocho puntos, superando únicamente a Bolivia. Perú compartió el grupo A con Venezuela, Uruguay y Bolivia en la Copa América 2007 organizada por los venezolanos. Franco Navarro había abandonado el cargo por malos resultados, y todo indicaba que Juan Carlos Oblitas sería el nuevo director técnico peruano, sin embargo, al final fue elegido Julio César Uribe. El combinado peruano inició su participación con una sorpresiva victoria por 3:0 sobre Uruguay en la ciudad de Mérida, luego se trasladaron a la ciudad de San Cristóbal para enfrentar a los locales, siendo derrotados por 2:0, mientras que en su último encuentro empataron 2:2 ante Bolivia, consiguiendo de esta manera su pase a los cuartos de final, donde fueron eliminados por Argentina por marcador de 4:0.

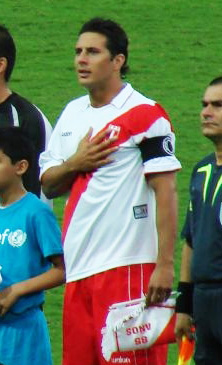
Claudio Pizarro, uno de los implicados en el caso Golf Los Incas.

El 13 de octubre del 2007, la blanquirroja disputó en el Estadio Monumental de Lima el primer encuentro del proceso clasificatorio para la Copa Mundial de Fútbol de 2010, siendo el rival el seleccionado de Paraguay, con el cual consiguió un empate sin goles. Cuatro días más tarde, por la segunda fecha, cayó ante su similar de Chile en condición de visitante por 2:0. En noviembre, por la tercera fecha, empató ante Brasil 1:1 en Lima. El 21 de noviembre, en Quito, Ecuador goleó al seleccionado peruano 5:1. El 14 de junio de 2008, en Lima empataron 1:1 ante Colombia, y el 17 de junio de 2008 en Montevideo, perdieron 6:0 ante Uruguay.
En total, sumó apenas tres puntos en seis jornadas, y ya varios medios de comunicación hablaban sobre la posible renuncia de la «Comisión Mundialista Sudáfrica 2010», aunado a los actos de indisciplina de algunos de los futbolistas peruanos mientras se encontraban en la concentración del seleccionado en el Hotel Golf Los Incas, luego del empate 1:1 con Brasil en Lima. Entre los involucrados se encontraban Claudio Pizarro, Jefferson Farfán, Andrés Mendoza y Santiago Acasiete, a quienes la Comisión de Justicia de la Federación Peruana de Fútbol impuso inicialmente un castigo de año y medio sin poder ser convocados.
Sin embargo, luego del encuentro ante Uruguay se reconsideró la sanción y fue disminuida a tres meses, pero el director técnico José Guillermo del Solar decidió no convocarlos nunca más mientras él estuviera en el cargo. Tras estos hechos se intentó iniciar una renovación en el seleccionado, convocando nuevos futbolistas como Carlos Zambrano, Daniel Chávez y Johan Fano para la siguiente fecha eliminatoria que se inició el 6 de septiembre de 2008, con la primera victoria como local ante Venezuela por 1:0, con gol de Piero Alva, y más adelante un empate ante Argentina con gol de Johan Fano en el último minuto del encuentro.
A partir de esto se habló de un posible resurgimiento del buen fútbol, pero todo volvió a caerse cuando perdieron de visita contra su similar de Bolivia por 3:0 y en Asunción contra el seleccionado paraguayo por la mínima diferencia. En marzo de 2009, el seleccionado perdió 3:1 frente a Chile en Lima y 3:0 ante Brasil en Porto Alegre. El 7 de junio de 2009 cayó 2:1 frente a Ecuador en Lima y tres días después perdió 1:0 frente a Colombia en la ciudad de Medellín. Luego el seleccionado peruano logró dos victorias (1:0 a Uruguay y 1:0 a Bolivia), aunque de todas formas finalizó en el fondo de la tabla de posiciones con trece unidades.

## Años 2010: Doble bronce y plata en América y clasificación a la Copa Mundial
Tras la finalización de las clasificatorias para la Copa Mundial de Fútbol de 2010 los dirigentes de la Federación Peruana de Fútbol iniciaron la búsqueda de un nuevo entrenador. El 23 de julio de 2010 se anunció la contratación del uruguayo Sergio Markarián, quien entre 1993 y 1997 dirigió a los clubes peruanos Universitario de Deportes y Sporting Cristal. El debut de Markarián en el banquillo de la escuadra peruana se produjo 4 de septiembre de 2010, en un encuentro amistoso disputado en la ciudad de Toronto frente a la selección de Canadá, a la que venció por 2:0. El 12 de octubre del mismo año la selección sufrió su primera derrota con Markarián al caer por 1:0 frente a su similar de Panamá en condición de visitante. Unos días después del partido salió a la luz pública un nuevo escándalo dentro del seleccionado peruano. Los futbolistas Jefferson Farfán, John Galliquio y Reimond Manco luego de la derrota abandonaron la concentración y fueron vistos a las 4:30 de la mañana, acompañados de una mujer y dirigiéndose hacia el Veneto Hotel & Casino.
Tras las investigaciones realizadas el técnico declaró que los tres futbolistas no serían tomados en cuenta para las próximas convocatorias de la selección. Sin embargo, el 18 de abril de 2011, decidió levantar la sanción para que los tres futbolistas puedan volver a ser convocados. En junio de 2011, la selección participó por tercera vez en su historia en la Copa Kirin que finalmente obtuvo tras empatar sin goles con Japón y República Checa. Al mes siguiente se produjo el estreno de la blanquirroja en la Copa América 2011 empatando 1:1 ante Uruguay. Cuatro días más tarde obtuvo su primera victoria al derrotar por marcador de 1:0 a su similar de México. Perú cerró su participación en la primera fase con una derrota por 1:0 ante Chile en el denominado clásico del Pacífico.
En los cuartos de final enfrentó a la selección de Colombia a la que venció por 2:0 en tiempo extra. En la siguiente ronda enfrentaron por segunda ocasión al seleccionado de Uruguay, aunque esta vez los uruguayos salieron victoriosos con dos goles de Luis Suárez. En el encuentro por el tercer lugar el conjunto peruano enfrentó a Venezuela, el partido terminó con una victoria por 4:1, con tres goles de Paolo Guerrero y uno de Willian Chiroque. Con este resultado Perú ocupó el tercer lugar, posición que no alcanzaba desde la Copa América 1983. El goleador del equipo, así como también del torneo fue Paolo Guerrero con cinco anotaciones, convirtiéndose en el tercer futbolista peruano en obtener dicha distinción.

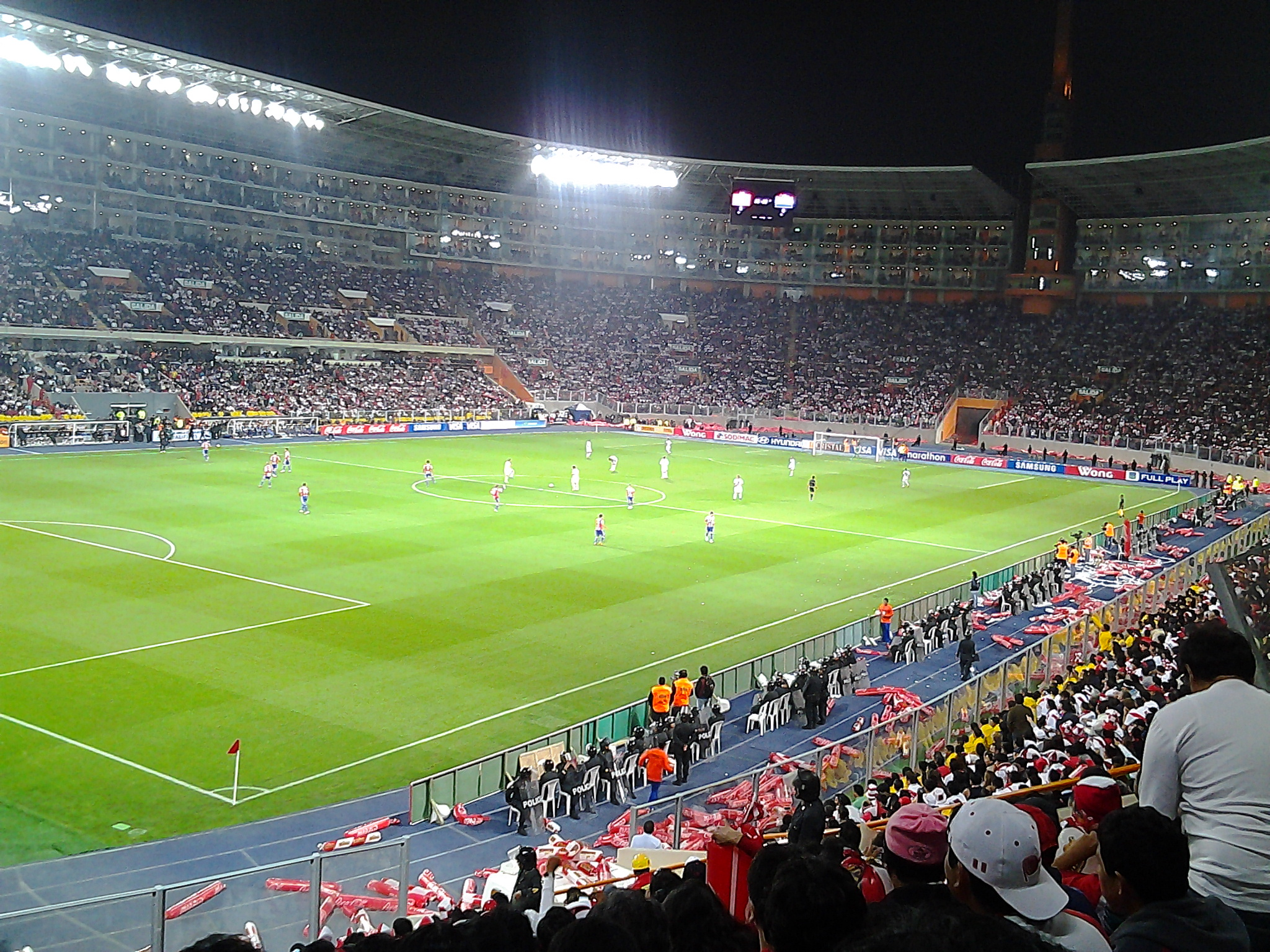
Estadio Nacional durante el primer partido por las eliminatorias 2014 entre Perú y Paraguay.

El 7 de octubre de 2011, el conjunto peruano hizo su debut en las clasificatorias para la Copa Mundial de Fútbol de 2014 contra el seleccionado de Paraguay al que venció por 2:0 en el Estadio Nacional. Terminó su participación en la primera rueda de las eliminatorias con ocho puntos producto de dos victorias, cuatro derrotas y dos empates. El 16 de octubre de 2012, inició la segunda rueda con una derrota por la mínima diferencia ante el seleccionado de Paraguay. A pesar de este traspié, la blanquirroja sumó dos triunfos consecutivos, en Lima, ante los seleccionados de Chile (1:0) y Ecuador (1:0), relanzándose en las eliminatorias antes de perder toda esperanza de ir al Mundial de 2014 tras conceder tres derrotas al hilo ante Colombia (0:2), Uruguay (1:2) y Venezuela (2:3), sumando de esta manera una octava eliminación consecutiva.
El 30 de octubre de 2013, Sergio Markarián dejó la blanquirroja y el 4 de febrero de 2014, el que fuera su asistente, Pablo Bengoechea aceptó el cargo hasta la Copa América 2015. Con el retiro de la postulación de Manuel Burga a la reelección del cargo de presidente de la Federación Peruana de Fútbol tras 12 años al frente del organismo, se eligió al empresario Edwin Oviedo, presidente del club Juan Aurich, quien en rueda de prensa despidió al técnico Bengoechea. En marzo de 2015, la Federación Peruana presentó al técnico argentino Ricardo Gareca como el nuevo entrenador de la selección.
El 14 de junio de 2015 la selección peruana inició su participación en la Copa América 2015 con una ajustada derrota frente a Brasil. En el siguiente encuentro enfrentó a Venezuela reviviendo el partido definitorio por el tercer lugar de 2011, una vez más los peruanos salieron victoriosos gracias a un gol marcado por Claudio Pizarro. Para cerrar el grupo clasificando a cuartos de final se enfrentó a Colombia en un partido que finalizó 0:0. Ya en cuartos, Perú jugó su mejor partido ante Bolivia ganando por 3:1 con un hat-trick de Guerrero. En la siguiente ronda enfrentaron al seleccionado de Chile, donde los locales salieron victoriosos por 2:1 con dos goles de Eduardo Vargas. En el encuentro por el tercer lugar el conjunto peruano enfrentó a Paraguay, el partido terminó con una victoria por 2:0, con goles de André Carrillo y Paolo Guerrero. El goleador del equipo, así como también del torneo fue nuevamente Paolo Guerrero con cuatro anotaciones, convirtiéndose en el segundo futbolista en la historia que es máximo goleador en dos ediciones seguidas de la Copa América. El combinado peruano fue el ganador del premio al juego limpio.

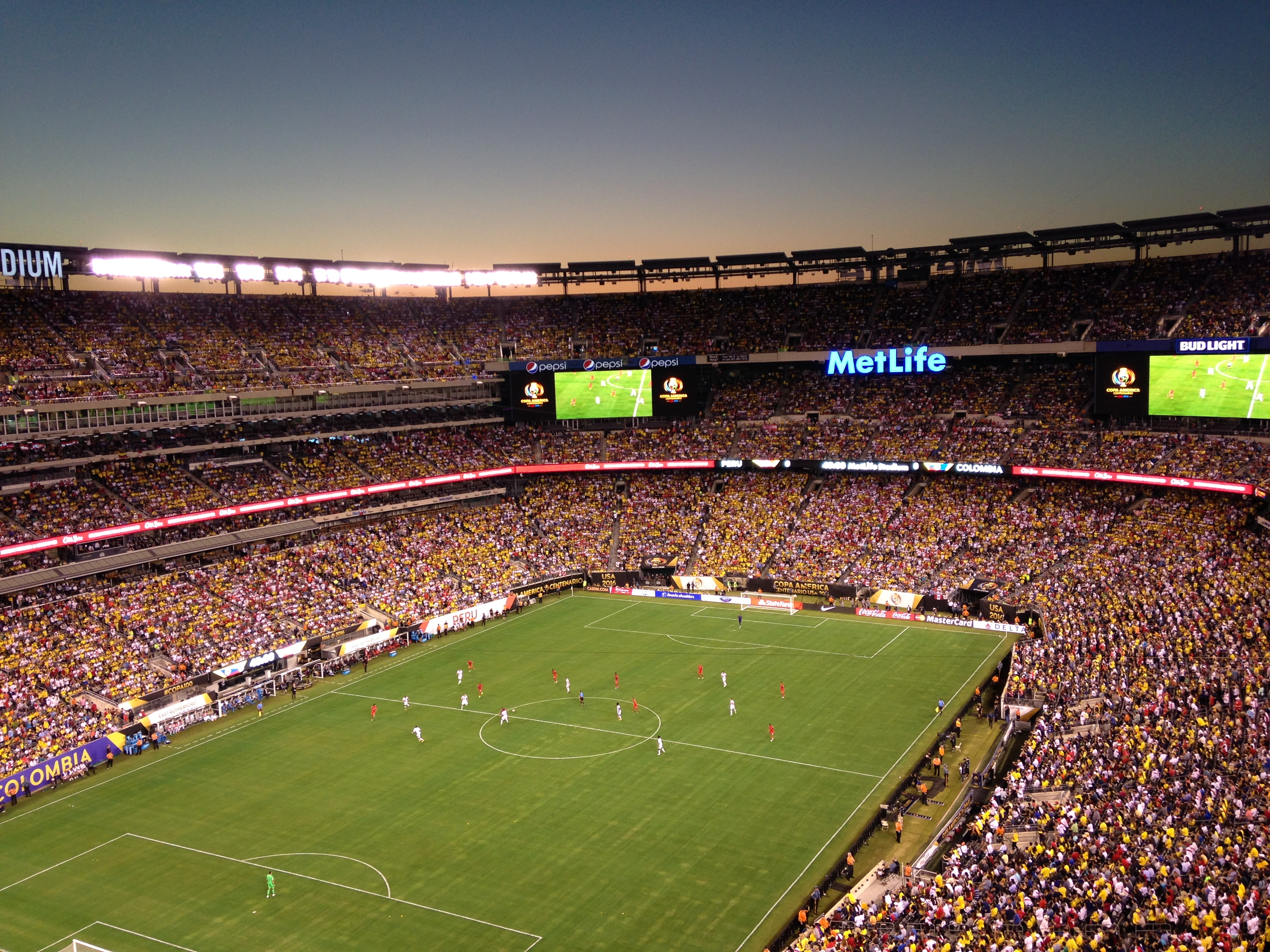
Perú y Colombia disputando el pase a semifinales de la Copa América Centenario.

Después del buen desempeño en la Copa América 2015, los peruanos se concentraron en el inicio de la clasificación para la Copa Mundial de 2018. Las dos primeras fechas fueron derrotas para el combinado peruano (2:0 ante Colombia y 4:3 ante Chile), recién en la tercera jornada obtuvo su primera victoria tras derrotar a Paraguay por 1:0. Luego de seis partidos y tras sumar cuatro puntos la selección peruana ocupó el octavo lugar.
En junio de 2016 se disputó la Copa América Centenario. En el primer encuentro Perú derrotó por 1:0 a Haití, luego empató por marcador de 2:2 ante su similar de Ecuador, mientras que en el último partido de la primera fase obtuvo una victoria por 1:0 ante Brasil. En los cuartos de final enfrentó a la selección de Colombia con la que empató 0:0 en el tiempo reglamentario, finalmente fueron derrotados por 4:2 en la tanda de penales. En el reinicio de las eliminatorias la escuadra peruana obtuvo dos victorias consecutivas (0:3 contra Bolivia y 2:1 contra Ecuador) y un empate (2:2 ante Argentina), manteniéndose provisionalmente en la octava posición con 11 puntos.
El 11 de octubre de 2016, comenzó la segunda rueda con una derrota por 2:1 ante el seleccionado chileno. En la siguiente fecha Perú obtuvo una histórica victoria por 1:4 ante Paraguay en condición de visitante. Tras perder 2:0 con Brasil y empatar 2:2 con Venezuela, la blanquirroja consiguió tres victorias consecutivas (2:1 a Uruguay, 2:1 a Bolivia y 1:2 a Ecuador) y dos empates (0:0 con Argentina y 1:1 con Colombia) sumando un total de veintiséis puntos y finalizando en el quinto lugar, lo que le otorgó el derecho de disputar la repesca intercontinental frente a la selección de Nueva Zelanda, con la que empató 0:0 en la ida y venció 2:0 en la vuelta obteniendo la clasificación a la Copa Mundial luego de 36 años.

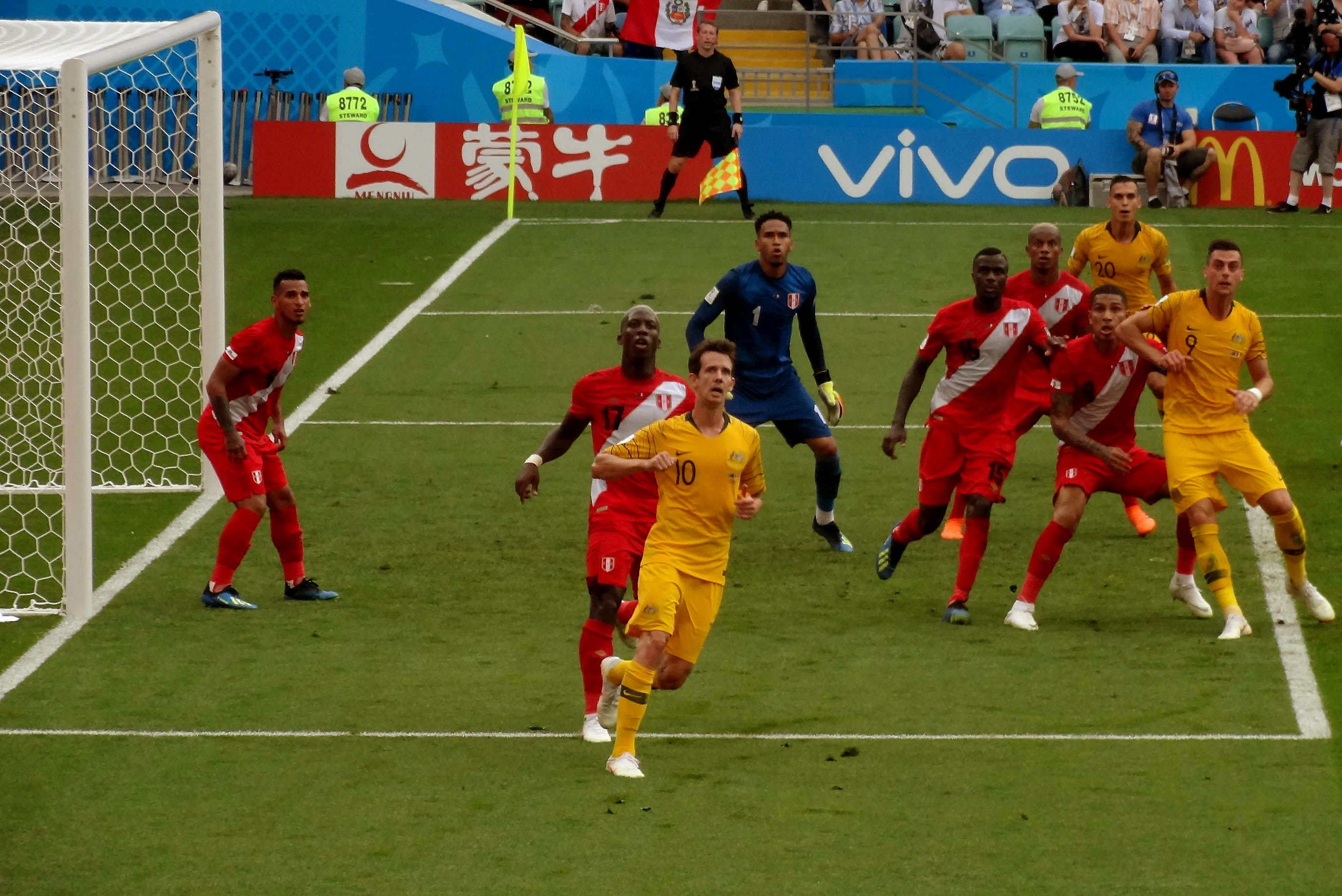
Selecciones de Perú y Australia disputando un partido por la fase de grupos de la Copa Mundial de Fútbol de 2018.

El seleccionado peruano tuvo su sede de concentración en la ciudad de Moscú y se alojó en el Hotel Sheraton Moscow Sheremetyevo ubicado a 1 km del aeropuerto de Moscú-Sheremétievo. Así mismo, su campo de entrenamiento fue la Arena Jimki sede del F. K. Jimki de la Liga Nacional de Fútbol de Rusia, la cual se encuentra ubicada a 10 km de distancia del hotel de concentración. Perú fue ubicado en el grupo C junto a las selecciones de Dinamarca, Francia (equipo que posteriormente consiguió el título mundial) y Australia. Perdió por 1:0 ante los equipos europeos, quedando eliminado del mundial. Más tarde ganó 2:0 al seleccionado oceánico con goles de André Carrillo y Paolo Guerrero, quedando en el tercer lugar de su grupo 3 puntos.
Para la Copa América 2019 la selección peruana quedó ubicada en el grupo A con el anfitrión Brasil, Venezuela y Bolivia, siendo derrotado ante el primero por 5:0, empatando sin goles ante el segundo y venciendo por 3:1 al tercero, clasificando como el mejor tercero de los tres grupos. En cuartos de final, se enfrentó a Uruguay en un duelo que terminó igualado 0:0 por lo que se tuvo que definir por tiros desde el punto penal, ganando Perú por 5:4. En semifinales, enfrentó a Chile, vigente bicampeón de América, imponiéndose por 3:0 y clasificando a la final continental después de 44 años. Se enfrentó a Brasil en el Estadio de Maracaná, donde cayó por 3:1, quedando así subcampeón de la Copa América por primera vez en su historia.

## Años 2020: Copa América 2021
En la Copa América 2021, el seleccionado peruano formó parte del grupo B junto con Brasil, Colombia, Ecuador y Venezuela. Perú debutó con una derrota por 4:0 contra la selección anfitriona. Posteriormente obtuvo una victoria de 2:1 frente a Colombia, empató 2:2 con Ecuador y en el último partido venció por 1:0 a Venezuela. La blanquirroja sumó 7 unidades y se ubicó en el segundo lugar de su grupo. En cuartos de final, se enfrentó a Paraguay a la que derrotó ppr 4:3 en tiros desde el punto penal, luego de igualar 3:3 en el tiempo reglamentario. En semifinales perdió ante Brasil por 1:0 despidiéndose del torneo. Finalmente en el partido por el tercer lugar, perdió 3:2 ante Colombia.